# سن کارلوس د گوآروآ
سن کارلوس د گوآروآ (انگلیسی: San Carlos de Guaroa) نام شهری در کشور کلمبیا است.